# جان بيار نيكولا
جان بيار نيكولا (بالفرنسية: Jean-Pierre Nicolas) هو سياسي فرنسي، ولد في 21 أكتوبر 1938 في مولينز، ألير في فرنسا. حزبياً، نشط في الاتحاد من أجل حركة شعبية.

## مناصب
- انتخب عضو مجلس جهوي.
- انتخب رئيس بلدية [الإنجليزية]‏ إفرو (12 مارس 2007 – 16 مارس 2008).
- انتخب نائب فرنسي عن دائرة Eure's 2nd constituency [الإنجليزية]‏ خلال فترته النيابية [الإنجليزية]‏ (20 يونيو 2007 – 19 يونيو 2012).
- انتخب نائب برلماني [الإنجليزية]‏ عن دائرة Eure's 2nd constituency [الإنجليزية]‏ خلال فترته النيابية  [لغات أخرى]‏ (19 يونيو 2002 – 19 يونيو 2007).